# یادبود سرباز گمنام (شهر نصر)

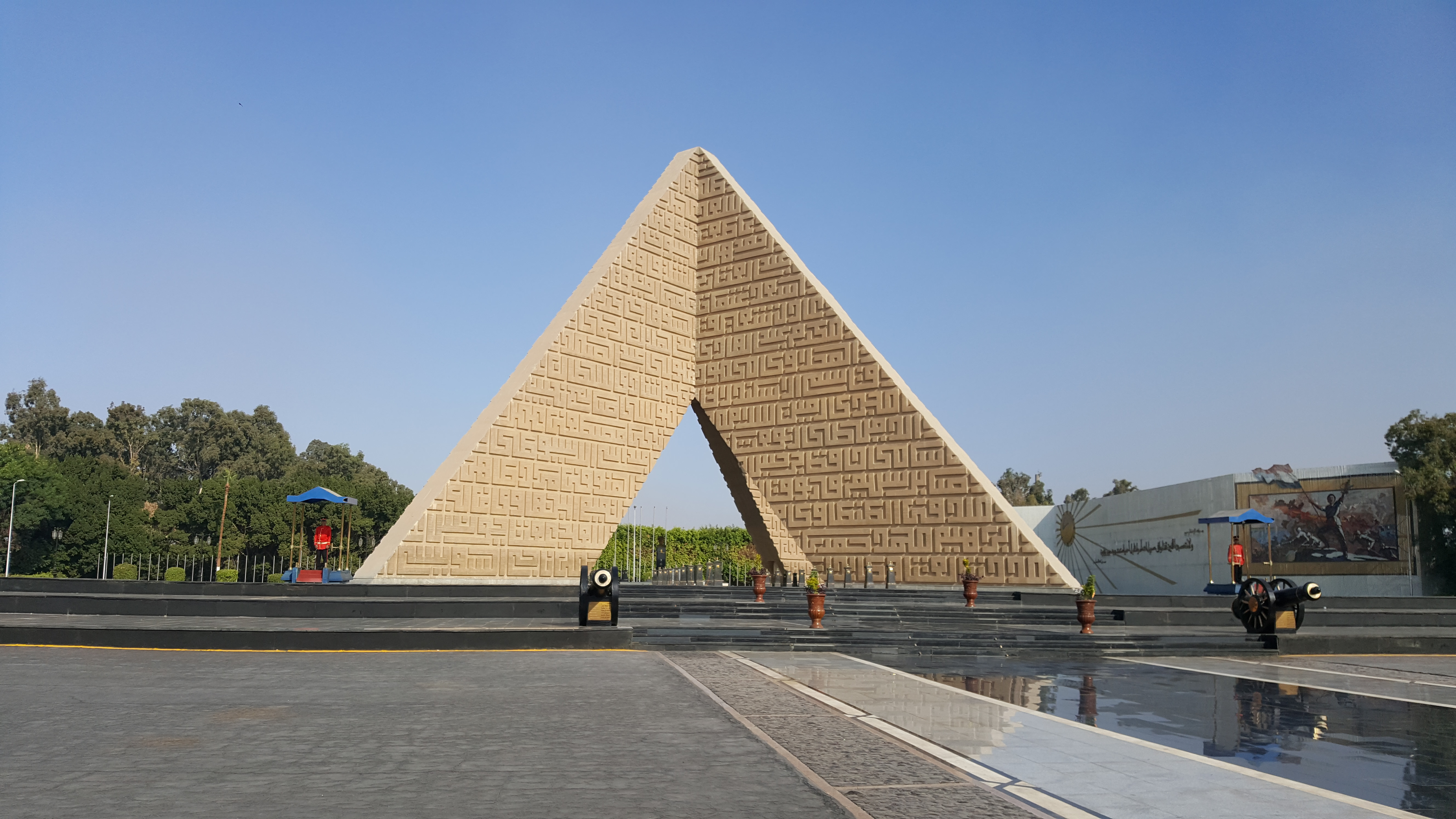

یادبود سرباز گمنام (عربی: النصب التذكاري للجندي المجهول) یا مقبره سرباز گمنام، یک بنای هرمی در قاهره، مصر است. این بنای تاریخی در حومه شهر نصر واقع شده و توسط هنرمند مصری سامی رفی طراحی و بنا به دستور رئیس‌جمهور فقید مصر انور سادات، به افتخار مصریان که در جنگ فرسایش‌زا و جنگ یوم کیپور اکتبر ۱۹۷۳ جان خود را از دست داده‌اند، ساخته شده‌است و در اکتبر ۱۹۷۵ رونمایی شد. همین محل بعداً به عنوان محلی برای دفن رئیس‌جمهور سادات پس از ترور وی در اکتبر ۱۹۸۱ انتخاب شد.

## معماری
شکل هرمی این بنا نمادی از باور جاودانگی در تمدن مصر باستان است. این بنا یک هرم توخالی، به ارتفاع ۳۳٫۶۴ متر و از بتن ساخته شده‌است، عرض دیوارها در پایه ۱۳٫۳۰ متر است. دیوارهای آن ۱٫۹ متر ضخامت دارد و ۷۱ نام نمادین بر آنها درج شده‌است و درون آن یک مکعب سنگی بازالت جامد برای مقبره سرباز گمنام در نظر گرفته شده‌است. بناهای تاریخی دیگر نیز برای سرباز گمنام در اسکندریه و تعدادی دیگر از شهرهای مصر وجود دارد.

## نگارخانه

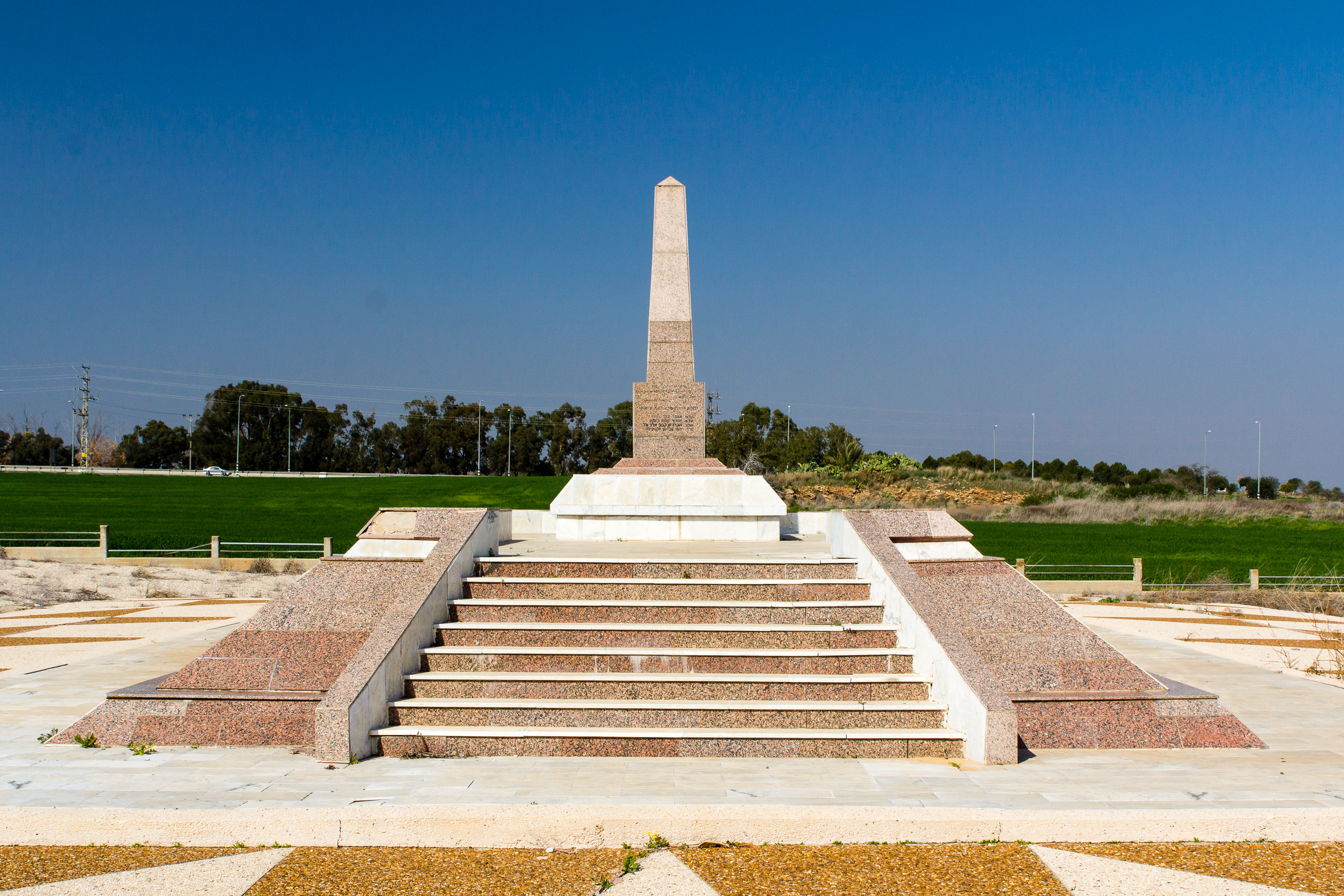
یادبود سرباز گمنام مصری، بنای یادبود چهار سرباز مصری، از جمله احمد عبدالعزیز، که در نبرد الفلوجه در سال ۱۹۴۸ کشته شدند.
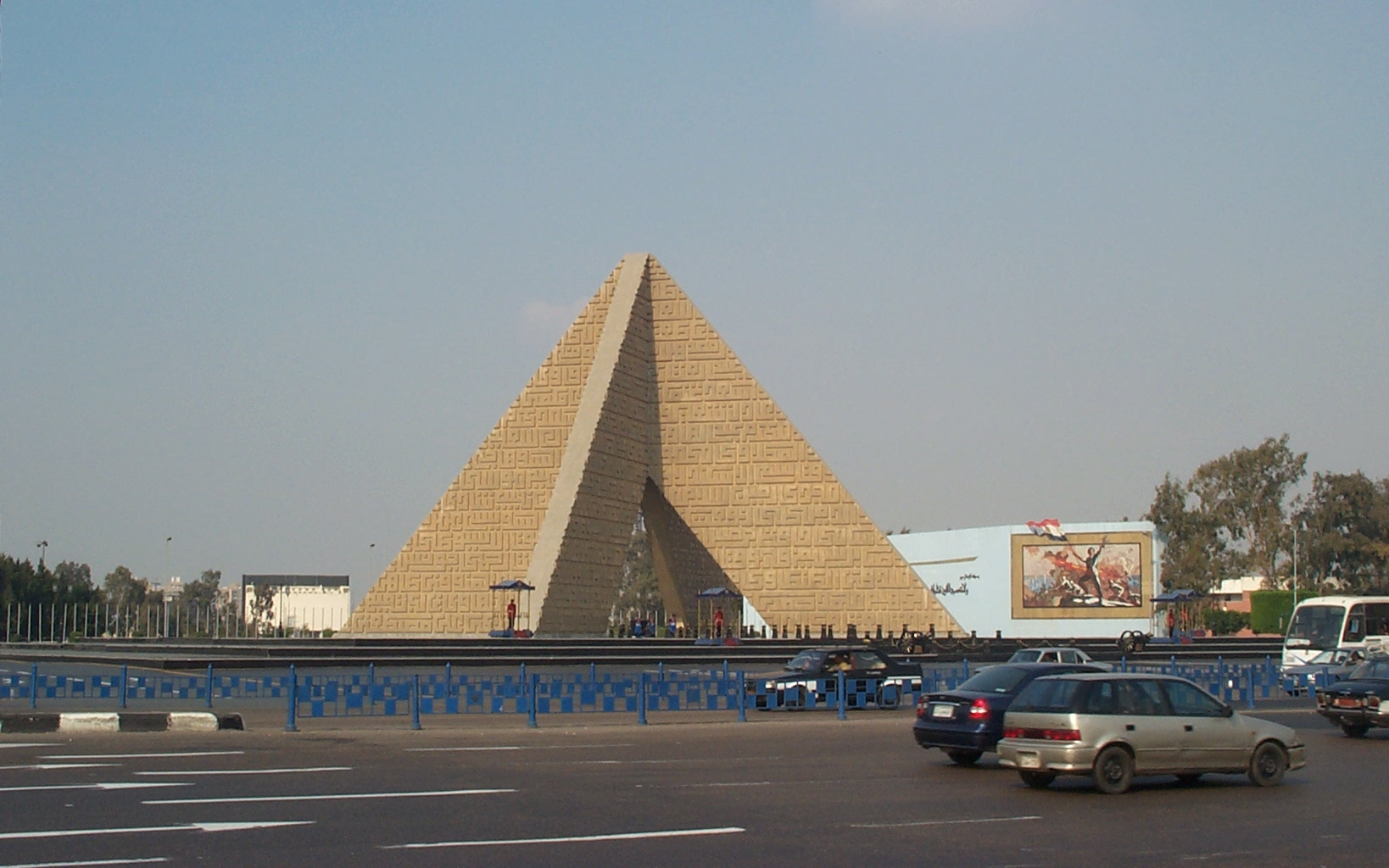
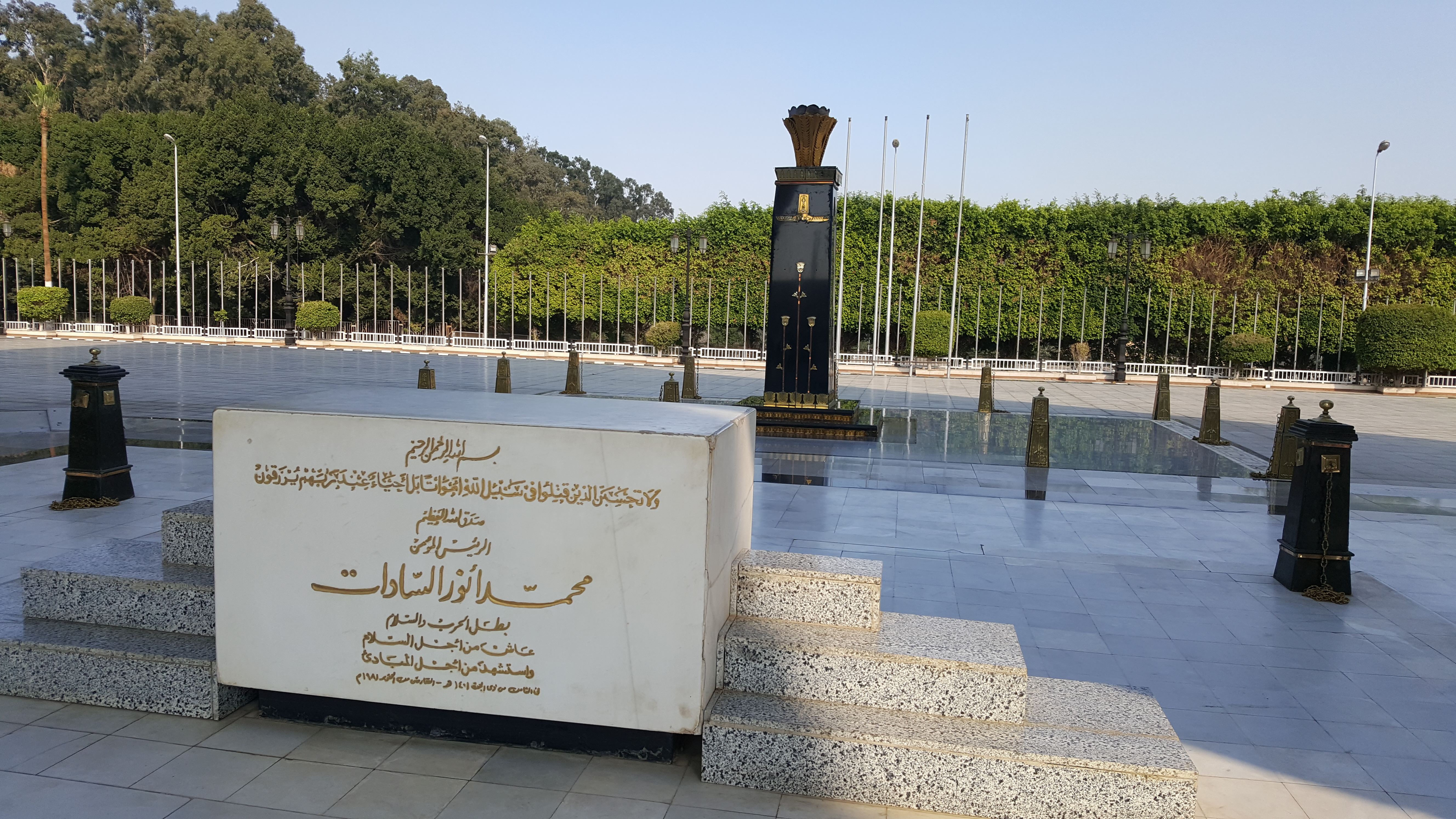
آرامگاه انور سادات